# Багрецов, Василий Иванович
Василий Иванович Багрецов (род. 1930) — советский гребец. Мастер спорта СССР.
Выступал за общество «Динамо».
Четырёхкратный чемпион СССР по академической гребле: трижды в двойке без рулевого (1951, 1952, 1953) и один раз в четвёрке без рулевого (1955).
Представлял Советский Союз на Олимпийских играх в Хельсинки в 1952 году, где соревновался в двойке в паре с Михаилом Плаксиным.
Окончил институт физкультуры.
Тренировал Анатолия Немтырёва и Раису Ширяеву.